# Cristian Panin
Cristian Călin Panin (n. 9 iunie 1978, Arad) este un fost fotbalist român. El a evoluat pe poziția de fundaș.

## Cariera de jucător
Panin și-a început cariera la UTA Arad și a debutat în Liga I pe 18 august 2002 într-un meci pierdut împotriva echipei FC Național București. În vara anului 2004 a fost transferat la CFR Cluj, unde a rămas un jucător cheie echipei timp de 9 ani, retrăgându-se în anul 2013.
În această perioadă a câștigat 8 trofee și a jucat în Liga Campionilor 2008-2009.

## Palmares
- CFR Cluj
  - Liga I (3): 2007-2008, 2009-2010, 2011-2012
  - Cupa României (3): 2007-2008, 2008-2009, 2009-2010
  - Supercupa României (2): (2009, 2010)